# Leptosiella
Leptosiella is een kevergeslacht uit de familie van de boktorren (Cerambycidae). De wetenschappelijke naam van het geslacht werd voor het eerst geldig gepubliceerd in 2004 door Morati & Huet.

## Soorten
Leptosiella omvat de volgende soorten:
- Leptosiella hefferni Morati & Huet, 2004
- Leptosiella niassensis (Gahan, 1890)
- Leptosiella obscura (Hüdepohl, 1998)
- Leptosiella parallela (Ritsema, 1881)
- Leptosiella thompsoni (Podaný, 1968)